# Aventuras Fantásticas
Aventuras Fantásticas  (título original: Fighting Fantasy) é uma série de livros-jogos criada por Ian Livingstone e Steve Jackson, lançada no Brasil pelas editoras Marques Saraiva e, mais tarde, Jambô Editora, e em Portugal, pela Editorial Verbo.
O primeiro volume da série foi publicado pela Puffin (Reino Unido) em 1982; mais tarde, os direitos sobre a série seriam comprados pela Wizards Books, em 2002. Originalmente, a série se destacou por apresentar elementos de RPG, com muitas das capas apresentando a legenda que sugeria uma aventura "em que você é o herói!" A maioria dos títulos era de fantasia, embora também houvesse livros com os gêneros ficção científica, pós-apocalíptico e super-herói. A popularidade da série levou à criação de vários produtos, tais como action figures, jogos de tabuleiro, sistemas de RPG, revistas, romances e videojogos.

## Publicações
A série foi criada pelos ingleses Steve Jackson (não confundir com Steve Jackson, americano criador do sistema GURPS, embora esse também tenha escrito três livros para a série)  e Ian Livingstone, co-fundadores da Games Workshop, que tiveram a ideia de criar um livro-jogo, misturando o conceito de RPG com os livros interativos já existentes na época. Dessa ideia nasceram as Aventuras Fantásticas (Fighting Fantasy, no original). A Games Workshop foi fundada em 1975 como uma empresa de jogos de tabuleiro e que em 1977, se tornou a editora britânica de Dungeons & Dragons.
Em agosto de 1982, O Feiticeiro da Montanha de Fogo estava nas livrarias, e, em poucas semanas, as 20 mil cópias da tiragem já tinham sido vendidas. No ano seguinte, foram publicados A Cidadela do Caos e A Floresta da Destruição, e então a coleção já se consagrou como grande sucesso. Durante treze anos, novos livros-jogos (não apenas de autoria da dupla) foram publicados ininterruptamente até que, atingindo o seu número 59, após alcançar a marca de best-seller e vender mais de 15 milhões de cópias, a série foi cancelada. As aventuras fantásticas, então, já haviam sido publicadas em 22 países - entre eles: Israel, Noruega e Bulgária. Jackson também escreveu uma série autônoma de quatro partes intitulada Artes Mágicas!Sorcery!.

Em 2002, a editora britânica Wizard Books ressuscitou a coleção, publicando novas edições dos livros, com capas e ilustrações diferentes das antigas.

## Estrutura
A estrutura era semelhante à da série "Escolha sua Aventura", editada pela Ediouro, no Brasil, onde o leitor encarnava o personagem principal da história. O leitor ia lendo a história até que o livro o convidasse a fazer uma escolha. Cada escolha encaminhava o leitor a uma página diferente onde a história continuava de acordo com a escolha feita pelo leitor. A principal diferença entre as duas séries é que em alguns livros da série Aventuras Fantásticas havia uma planilha, onde o leitor anotava as características do personagem, como em um jogo de RPG. E as lutas também eram decididas com o lançamento de dados.

## Cenário
A maior parte dos livros de Aventuras Fantásticas ocorre no mundo ficcional de Titan, sendo que 46 dos 59 títulos originais são baseados nesse cenário de campanha. Como em muitos cenários de fantasia utilizados em RPG, Titan corresponde vagamente à Europa medieval, com a adição de magia, monstros e diversas raças não-humanas inteligentes. Titan consiste em três continentes: Allansia, Khul e o Mundo Antigo. Tendo sido desenvolvida aos poucos ao longo dos livros-jogos, a história fragmentada e por vezes contraditória do cenário foi reunida e revista no livro Titan: O Mundo de Aventuras Fantásticas, de 1986.

## Títulos originalmente lançados no Brasil pela Marques Saraiva
Série Aventuras Fantásticas
1. A Cidadela do Caos
2. O Feiticeiro da Montanha de Fogo
3. A Floresta da Destruição
4. A Cidade dos Ladrões
5. O Calabouço da Morte
6. A Nave Espacial Traveller
7. O Templo do Terror
8. As Coligações de Kether
9. Mares de Sangue
10. Encontro Marcado com M.E.D.O.
11. Planeta Rebelde
12. Demônios das Profundezas
13. A Cripta do Vampiro
14. Robô Comando
15. Prova dos Campeões
16. O Guerreiro das Estradas
17. As Cavernas da Feiticeira da Neve
18. A Espada do Samurai
19. O Ladrão da Meia-Noite
20. Mansão das Trevas
21. Fantasmas do Medo
22. O Talismã da Morte
23. Fortaleza dos Pesadelos
24. Punhais da Escuridão
25. A Cripta do Feiticeiro
26. Exércitos da Morte
27. Escravos do Abismo
28. Sky Lord

Série Aventuras Fantásticas
Fúria de Príncipes
1. O Caminho do Guerreiro
2. O Caminho do Feiticeiro

Série Artes Mágicas! (ou Magia!)
1. As Montanhas Shamutanti
2. Kharé - Porto dos Ardis
3. As Sete Serpentes
4. The Crown of Kings (Não publicado)

Série Aventuras Fantásticas - Livros de Apoio
1. Out of the Pit - Saídos do Inferno
2. Titan - O Mundo de Aventuras Fantásticas
3. RPG / Aventuras Fantásticas - Uma introdução aos role-playing games
4. O Saqueador de Charadas

Série Aventuras Fantásticas RPG Avançado
1. Dungeoneer
2. Blacksand
3. Allansia (Não publicado)

Série Aventuras Fantásticas - Romance
1. As Guerras de Trolltooth
2. Demonstealer - Ladrão-Demônio
3. Shadowmaster (Não publicado)

## O Retorno da Serie ao Brasil
A Caladwin Editora lança as adaptações de livros da série para o Sistema d20, publicando em 2006, a adaptação de O Feiticeiro da Montanha de Fogo e em 2008, a adaptação de As Cavernas da Feiticeira da Neve, originalmente publicados pela editora inglesa Myriador.
Série Fighting Fantasy/d20
1. O Feiticeiro da Montanha de Fogo
2. As Cavernas da Feiticeira da Neve

Em maio de 2009 a série Aventuras Fantásticas volta a ser publicada no país em seu formato original de livro-jogo, agora pela Editora Jambô e com o título original, Fighting Fantasy.
Nas edições 29 e 30 da revista Dragon Slayer, apresentou as regras para aventuras em Titan baseado nas regras originais dos livros-jogos e usando apenas dados de seis faces, o texto é de Gustavo Brauner, que traduziu a série de livros-jogos publicados pela Jambô.
Até o momento os seguintes livros foram publicados pela editora:
1. O Feiticeiro da Montanha de Fogo
2. A Cidadela do Caos
3. A Masmorra da Morte
4. Criatura Selvagem
5. A Cidade dos Ladrões
6. A Cripta do Feiticeiro
7. A Mansão do Inferno
8. A Floresta da Destruição
9. As Cavernas da Bruxa da Neve
10. Desafio dos Campeões
11. Exércitos da Morte
12. Retorno à Montanha de Fogo
13. A Ilha do Rei Lagarto
14. Encontro Marcado com o M.E.D.O.
15. A Nave Espacial Traveller
16. A Espada do Samurai
17. Guerreiro das Estradas
18. O Templo do Terror
19. Sangue de Zumbis
20. Ossos Sangrentos
21. Uivo do Lobisomem
22. O Porto do Perigo
23. O Talismã da Morte
24. A Lenda de Zagor
25. A Cripta do Vampiro

Essas reedições possuem nova arte na capa e alteração de alguns nomes internos; o resto foi mantido na publicação, como as imagens entre as referências e toda sua história.
Ao recriar/mudar sua arte de capa a partir do número 09 (As Cavernas da Bruxa da Neve) os seguintes livros foram republicados com a nova arte da capa da editora Jambô, substituindo a anterior finalizando assim os oito livros lançadas com a capa antiga. Nesta provável ordem de atualização:
- O Feiticeiro da Montanha de Fogo
- A Cidadela do Caos
- A Masmorra da Morte
- A Cidade dos Ladrões
- A Mansão do Inferno
- A Floresta da Destruição
- Criatura Selvagem
- A Cripta do Feiticeiro

## Títulos lançados em Portugal
1. O Feiticeiro da Montanha de Fogo
2. A Floresta da Morte
3. A Cidadela do Caos
4. A Nave Perdida
5. A Cidade dos Ladrões
6. A Masmorra Infernal
7. A Ilha do Rei Lagarto
8. O Pântano do Escorpião
9. A Feiticeira das Neves
10. A Mansão Diabólica
11. O Talismã da Morte
12. O Assassino do Espaço
13. O Templo do Terror
14. O Planeta Rebelde
15. Demónios das Profundezas
16. A Espada do Samurai
17. O Desafio dos Campeões
18. Os Círculos de Kether
19. Máscaras de Destruição
20. Comando Robot
21. O Castelo dos Pesadelos
22. A Cripta da Feitiçaria
23. O Viajante das Estrelas
24. Os Abismos do Mal
25. Encontro com o M.E.D.O.
26. A Arma de Telak
27. Cavaleiro do Céu
28. O Ladrão de Espíritos
29. A Maldição do Vampiro
30. Torre de devastação
31. Maré Vermelha
32. Escravos do Abismo
33. Exércitos da Morte
34. A Lenda dos Cavaleiros das Trevas
35. Regresso à Montanha de Fogo
36. O Senhor do Caos
37. Resgate em Arion
38. A Maldição da Múmia

O lançamento em Portugal do #39 "A Vingança do Vampiro" (do original 58. "Revenge of the Vampire") chegou a ser previsto, mas a coleção foi descontinuada pela Verbo.

## Outras mídias
A revista Warlock (publicada primeiro pela Puffin Books e depois pela Games Workshop) forneceu informações adicionais sobre o universo Fighting Fantasy, e cada edição apresentou um livro-jogo, novas regras, monstros, críticas e tirinhas. Foi publicada de 1983 a 1986 e teve 13 edições.
Em 1984, Steve Jackson publicou o RPG de mesa, Fighting Fantasy - The Introdutor de Role-playing Game. Um segundo jogo foi publicado em 1989: Advanced Fighting Fantasy (AFF). O AFF foi relançado como uma edição nova e expandida pela Arion Games em 2011.

Em 1985, Steve Jackson escreveu um livro-jogo ilustrado  Tasks of Tantalon, no qual o jogador precisava resolver uma série de quebra-cabeças que eram apresentados como imagens grandes e coloridas contendo pistas escondidas a serem localizadas e montadas.
The Warlock of Firetop Mountain (1986) e Legend of Zagor (1993) Foram lançados como jogos de tabuleiro pela Games Workshop e Parker Brothers, respectivamente.
Em 1992, o Fighting Fantasy 10th Anniversary Yearbook (m diário com artigos, trivia e um livros) completo com um conjunto de dados em caixa e fichas de personagens foram publicados.
Em 2003, Jamie Wallis adaptou  Aventuras Fantásticas e Artes Mágicas! para o Sistema d20, sendo portanto, compatível com os livros da terceira edição de Dungeons & Dragons, essas adaptações foram publicadas pela editora inglesa Myriador. E entre 2008 e 2009, reeditado em formato PDF pela Greywood Publishing. A editora anunciou um projeto de  uma nova adaptação, mas o projeto foi abandonado.
Vários dos títulos de Fighting Fantasy foram lançados como videogames, incluindo os sete títulos de Fighting Fantasy (he Warlock of Firetop Mountain, The Citadel of Chaos, The Forest of Doom, Temple of Terror, Seas of Blood, Appointment with F.E.A.R. e Rebel Planet) Para as plataformas Commodore 64, Amstrad, BBC e ZX Spectrum (1984) e Deathtrap Dungeon para PC e PlayStation da Eidos Interactive (1998). Em 18 de agosto de 2011, uma adaptação do Talisman of Death foi lançada pelo empresa britânico Laughing Jackal para a plataforma PlayStation Minis (jogável no PlayStation Portable e PlayStation 3).
Em 5 de dezembro de 2006, foi anunciado que Jackson e Livingstone planejavam lançar uma nova série de videogames com base em Fighting Fantasy para Nintendo DS e PSP da Sony.
O primeiro deles, Fighting Fantasy: The Warlock of Firetop Mountain, foi lançado para o DS nos Estados Unidos em 25 de novembro de 2009 e para o iPhone e iPod  da Apple no início de janeiro de 2010.
Em 2010, o Super Team Film Prods garantiu os direitos de House of Hell com a intensão de fazer uma adaptação cinematográfica.
Em 10 de fevereiro de 2011, uma edição para Amazon Kindle de The Warlock of Firetop Mountain foi lançada pela empresa britânica Worldweaver Ltd, para o mercado americano. Warlock e outros quatro livros de jogos foram lançados no iOS pela Big Blue Bubble, mas retirados da loja de aplicativos em 2012, quando perderam a licença.  A produtora australiana Tin Man Games desde então publicou várias versões do iOS e Android dos livros Fighting Fantasy, incluindo Blood of the Zombies, House of Hell, Forest of Doom, Island of the Lizard King e Starship Traveller e uma versão para iOS de A primeira parte da série Sorcery! foi lançada pela Bright Al Ltd em 2010.
O estudio Inkle, com sede em Cambridge, lançou outra versão interativa do The Shamutanti Hills para iOS em maio de 2013. E desde então lançou as quatro partes da Feiticeira! No iOS, Android, Windows e Mac.
Uma série de quadrinhos  baseada em  Freeway Fighter foi publicada pela Titan Books em maio de 2017.